# Katedra św. Antoniego Padewskiego w Telszach
Katedra św. Antoniego Padewskiego w Telszach (lit. Telšių Šv. Antano Paduviečio katedra) – główna świątynia rzymskokatolickiej diecezji telszańskiej na Litwie. Mieści się w Telszach, przy ulicy Karedros.

## Architektura
Została wybudowana w stylu późnobarokowo-klasycystycznym. Jest to kościół trzynawowy, na planie czworoboku, z prezbiterium jest czworokątne, połączone jest korytarzem z korpusem klasztoru bernardynów. Fasada posiada trzy kondygnacje, ma większe rozmiary od głównej części świątyni, Posiada trapezoidalny szczyt, nad którym umieszczona jest ośmiokątna wieża, posiadająca ślepą latarnię. Na fasadzie i elewacjach bocznych znajdują się pilastry, gzymsy oraz płycizny i nisze. Nawa główna świątyni, posiada sklepienie kolebkowe z lunetami. Jej wysokość to 15,7 m. Nawy boczne są wąskie, oddzielone są od nawy głównej dzięki filarom połączonymi łukami i znajdującą się nad nimi na wysokości 4 m galerią otoczoną balustradą z 1900. W katedrze znajdują się ołtarze boczne i ambonę wykonane przez Jurgisa Mažeikę.